# Perișor (okręg Dolj)
Perișor – wieś w Rumunii, w okręgu Dolj, w gminie Perișor. W 2011 roku liczyła 1465 mieszkańców.